# Nishinoshima
Nishinoshima (西之島, ilha ocidental), também conhecida por ilha Rosário, é uma pequena ilha oceânica isolada situada a oeste de Haha-jima e norte do Grupo Vulcano das ilhas Ogasawara do Japão.

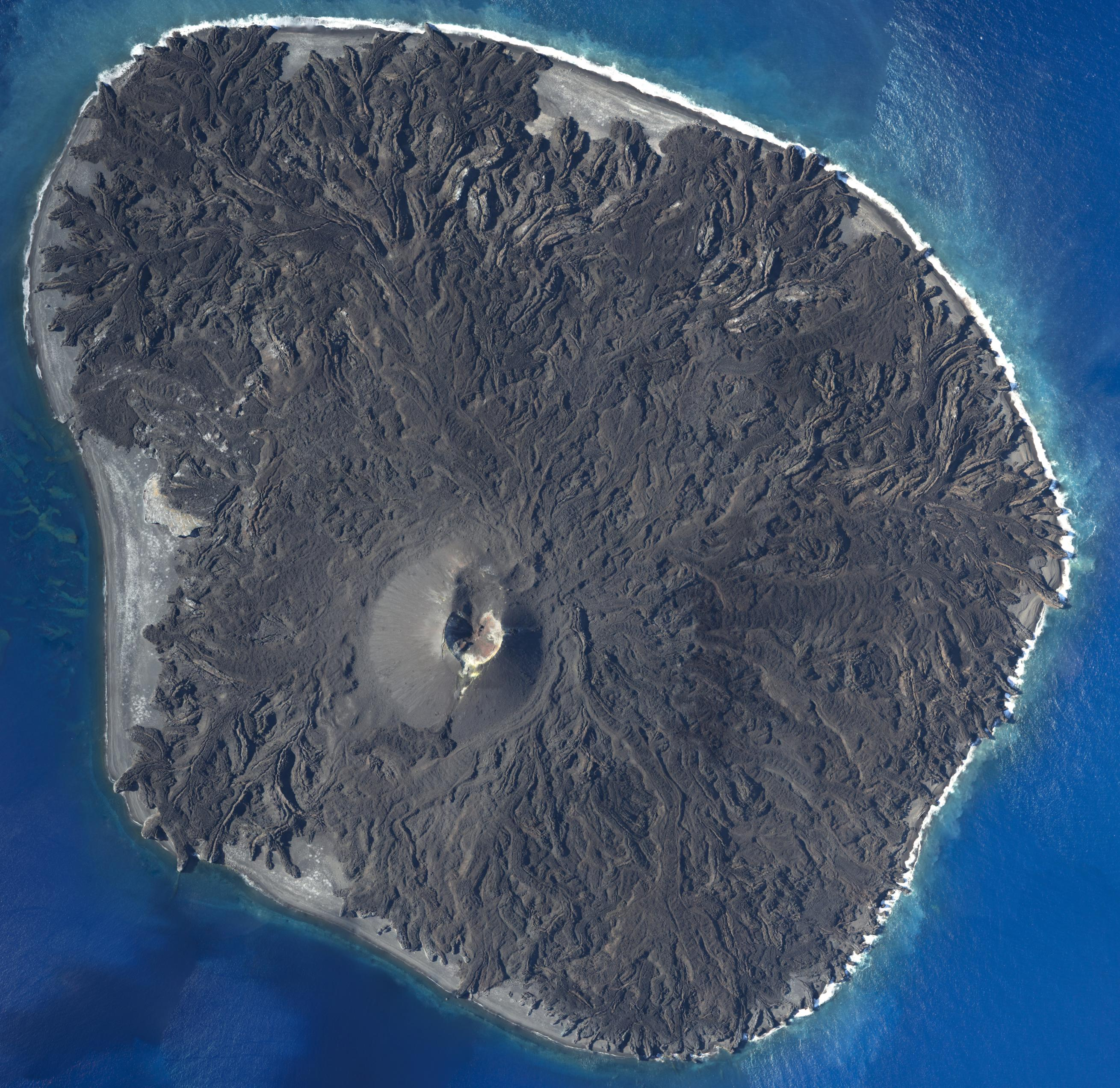
Foto da ilha Nishinoshima

A ilha é um vulcão activo cuja última grande erupção ocorreu nos anos de 1973-1974, alargando substancialmente a ilha para Oeste e elevando o seu cume até aos 52 m acima do nível médio do mar. Ao logo das últimas décadas ocorreram diversas pequenas erupções submarinas em torno da ilha.
Em novembro de 2013 o vulcão entrou novamente em erupção. Em maio de 2014 a ilha aumentou cinco vezes de tamanho que antes da erupção tinha 290 metros quadrados.
Em abril de 2017 a guarda costeira japonesa confirmou que uma erupção ocorreu na cratera central da ilha. Essa foi a primeira erupção no local em cerca de 1 ano e 6 meses, tendo agora a ilha treze vezes o seu tamanho original, tendo agora cerca de 2,8 km².
Uma pesquisa aérea conduzida no início de maio de 2017 descobriu que as erupções continuaram, liberando fumaça cinza a cerca de 500 metros no ar. 